# Cyanoloxia
Cyanoloxia és un gènere d'ocells de la família dels cardinàlids (Cardinalidae).

## Taxonomia
Segons la Classificació del Congrés Ornitològic Internacional (versió 14.2, 2021) aquest gènere està format per 4 espècies:
- Cyanoloxia cyanoides - cardenal anyil ultramarí.
- Cyanoloxia rothschildii - cardenal anyil amazònic.
- Cyanoloxia brissonii - cardenal anyil de Brisson.
- Cyanoloxia glaucocaerulea - cardenal anyil glauc.

Les tres primeres però, eren incloses fins fa poc al gènere Cyanocompsa.